# IDL (ngôn ngữ lập trình)
IDL, viết tắt của Interactive Data Language (ngôn ngữ tương tác dữ liệu) là một ngôn ngữ lập trình thiết kế dành riêng cho mục đích xử lý các số liệu trong khoa học kĩ thuật. Các tính năng nổi bật của IDL là cho phép tương tác với số liệu từ dấu nhắc lệnh và véc-tơ hóa tính toán.

## Cú pháp
Cú pháp của IDL còn mang những đặc điểm của VAX/VMS Fortran. Ta có thể viết các phép tính với ma trận hoặc véc tơ mà không cần vòng lặp:
```
u = [3, 4, -7]
v = u + 2; chú thích: v sẽ là [5, 6, -5]
```

Một đặc điểm cú pháp của IDL tương đối khác ngôn ngữ lập trình thông thường là câu lệnh được ngăn cách với tham số bởi dấu phẩy thay vì dấu cách, chẳng hạn:
```
x = 5
print, x
```

Phiên bản hiện tại là IDL 7.1 (tháng 5, 2009). Một số cải tiến trong phiên bản này bao gồm:
- Hỗ trợ đầy đủ hơn các cấu trúc chip 64-bit
- Vẽ hình PostScript với 24-bit màu
- Một số thủ tục (routine) xử lý file csv
- Một số thủ tục lọc ảnh (filter) mới
- Giao diện đồ họa với các nút kiểu phẳng.

## IDL Workbench

IDL Workbench chạy trên Ubuntu.

IDL Workbench là môi trường phát triển tích hợp của IDL trên một nền tựa Eclipse. Nó là công cụ đa nền, có thể chạy được trên Windows, Linux, Solaris. IDL Workbench mới xuất hiện trong phiên bản IDL 6.0. Cũng từ phiên bản này trở đi, IDL chính thức không hỗ trợ Win9x.

## Ứng dụng điển hình
IDL được dùng nhiều trong thiên văn học, khoa học trái đất, giải đoán ảnh hàng không... Ngoài các thư viện mã lệnh (script), còn có những phần mềm lớn được viết bằng IDL, như ENVI, phần mềm xử lý ảnh vệ tinh cũng do ITT Visual Information Solutions phát triển.